# Bulbostylis pohliana
Bulbostylis pohliana là một loài thực vật có hoa trong họ Cói. Loài này được (Boeckeler) Beetle mô tả khoa học đầu tiên năm 1945.